# Ane Mærsk Mc-Kinney Uggla
Ane Mærsk Mc-Kinney Uggla, född 3 juli 1948, är en dansk-svensk näringslivsperson.
Ane Mærsk Mc-Kinney Uggla är dotter till Arnold Mærsk Mc-Kinney Møller och Emma Mærsk Mc-Kinney Møller. Efter studentexamen 1966 vid N. Zahles Skole studerade hon på 1960-talet vid Handelshögskolan i Köpenhamn och blev filosofie kandidat efter studier vid Stockholms universitet på 1970-talet. Hon arbetade för Svenska Röda korset 1986–1997.
Ane Mærsk Mc-Kinney Uggla är vice ordförande i A P Møller og Hustru Chastine Mærsk Møllers Fond til almene Formaal och sedan 2003 vice ordförande i A.P. Møller – Mærsk A/S. Hon har 2012 beräknats vara en av Sveriges tio rikaste, med en uppskattad förmögenhet på 32 miljarder svenska kronor. '
Hon var från 1971 gift med officeren Peder Uggla (1945–2020) samt är mor till Johan Pedersson Uggla och Robert Mærsk Uggla; hon bor på Östermalm i Stockholm.
Hon är riddare av Dannebrogorden.